# Ратуша Янгона
Ратуша Янгона — мэрия Янгона, крупнейшего города Мьянмы, и резиденция Комитета развития города Янгона. Здание внесено в список наследия города Янгон.

## История
Здание считается образцом синкретической бирманской архитектуры с традиционными многоярусными крышами, пятхат. Здание было спроектировано бирманским архитектором У Тином, который также спроектировал Центральный железнодорожный вокзал Янгона. Строительство началось в 1926 году и закончилось в 1936 году. Ратуша занимает бывшее место Рипон-Холла.
Ратуша была центром нескольких крупных политических демонстраций, в том числе митинга Народного комитета мира 1964 года, поддержанного Такином Кодо Хмайном, который собрал 200 тыс. человек и впоследствии был подавлен социалистическим режимом. Мэрия была местом нескольких взрывов, в том числе в 2000, 2008 и 2009 годах.
Он расположен в центре города Янгон, рядом с несколькими важными достопримечательностями, такими как пагода Суле, парк Маха Бандула, Верховный суд Мьянмы и Главное почтовое отделение.